# Tall Ulu as-Sanija
Tall Ulu as-Sanija (arab. تل علو الثانية) – wieś w Syrii, w muhafazie Al-Hasaka. W 2004 roku liczyła 648 mieszkańców.